# Europastraße 773
Die Europastraße 773 (kurz: E 773) ist eine Europastraße, die auf ganzer Länge in Bulgarien liegt.
Die Straße beginnt in thrakischen Ebene bei Popowiza östlich von Plowdiw, führt über Stara Sagora und Sliwen (bis hier bulgarische Straße II-66, im weiteren Verlauf bulgarische I-6) zur bulgarischen Schwarzmeerküste und endet in Burgas.